# Головне (селище)
Головне́ (рос. Головно, пол. Hołowno, біл. Галаўно) — селище, центр Головненської селищної громади Ковельського району Волинської області України. Населення — 3155 чоловік, переважно українці. До м. Любомль можна дістатися автошляхом Т 0308.

## Географічна характеристика
Головне розташоване за 15 кілометрів на північ від Любомля і залізничної станції Любомль, за 132 км від обласного центру та за 35 км від Польщі. Через селище проходила асфальтована дорога, яка йшла від автошляху Любомль—Берестя до Ратного. Селище має автобусне сполучення з Любомлем, Луцьком, Володимиром, Ковелем. Площа — 6,4 кв. км.

## Історія

### Перша згадка. 15—16 століття
Головне належить до числа найдавніших поселень Волині. Перша документальна згадка про це село датується 1444 роком. Сам населений пункт, згідно з археологічними матеріалами, існує не менше 4 тис. років. Тут відомі поселення лужицької, поморської та інших культур. Біля Головно досліджено поселення доби пізньої бронзи (II — початок I тисячоліття до н. е.), поселення і могильник IV—III століть до н. е.
В урочищі Колесо збереглося городище часів Київської Русі (IX—XI ст.). Городище розташоване на узвишші серед болотистої луки. Круглий майданчик (діаметр 30 м) злегка підвищується у центрі і покритий шаром попелу товщиною до 50 см. Під насипом кільцевого валу (висота його 1 м) залягав шар каміння, вугілля і обгорілих колод. Уздовж валу виявлено кілька коритовидних ям і скупчення каменів. Знайдено уламки посуду X ст., рештки тварин, фрагмент обгорілого черепа людини і два зуба.
Територія села входила тоді до складу Волинського князівства.
Згідно з переказами місцевих жителів і дослідженнями деяких науковців, річка Прип'ять брала раніше початок саме з Головно. З джерела в південній частині селища, яке називається Попова Криниця. Саме звідси починався перший і головний потічок річки, який і дав назву селищу. Але через те, що в XIX столітті він заливав південну околицю села, жителі змушені були майже повністю закидати його валунами, а річку спрямувати в озеро Велике Згоранське.
Тут було збудовано дерев'яну церкву, про яку згадується в 1482 році, що вона входила в Любомльську протопопію. З поборових реєстрів за 1533 рік відомо, що церква сплачувала податку в рік 16 грошів і додатково ще 8 грошів. На той час вона була покинута.
У 40-х роках XIV століття це село було захоплено Литовським князівством. Головно згадується в люстрації Любомльського староства 1564 року. В 1564 році там було 15 робітних кметів, що проживали на 12 дворищах, 3 бояр, які платили податок 8 флоринів, 17 городників, 2 коморники, 2 ковалі, 2 дьогтярі, 3 рибалок, була корчма і водяний млин. Жителі села мали повинність орати 6 днів на рік у Любомльському фільварку, будувати ком'яги (великі човни) і справляти їх по Прип'яті, привозити п'ять возів дров до Любомльського замку і косити сінокіс у Любомлі. Згідно з поборовими книгами, село мало 20 спадкових полів, 10 ремісників.

### XVII—XVIII століття
У 1618 році церква селища згадується як Покровська. Невідомо, коли вона перейшла в унію, але вже у 1620 році, за вказівкою греко-католицького єпископа Афанасія Пакости, у Любомлі проводився церковний собор, де був присутній і священик з церкви селища Головно.
Іван Виговський, як староста Любомльський, колятор і опікун місцевих церков виконав у своєму старостві в 1659 році Гадяцьку угоду і вивів церкви староства з-під юрисдикції греко-католицького єпископа Якова Суші, перевівши їх у православ'я. Серед них була і церква с. Головне. У 1664 році, після страти І. Виговського поляками, всі церкви були знову повернуті в унію.

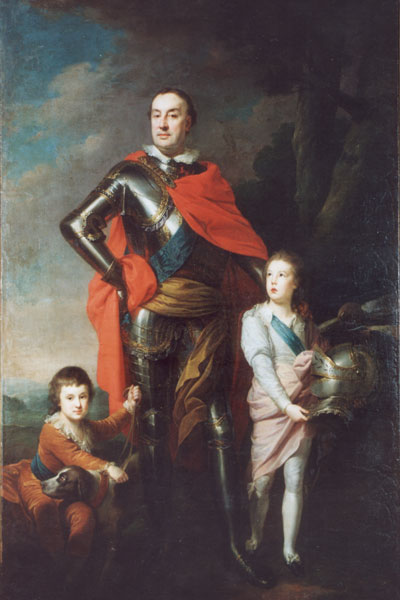
Йоган Баптист Лампі. Францішек Ксаверій Браницький з дітьми. Після 1785 року

До 60-х років XVIII століття селище було у власності польської корони. У 1768 році король віддав його разом з усім Любомльським староством у володіння магнату Браницькому. Жителі села лишалися на становищі кріпаків, зазнавали тяжкого соціального, національного та релігійного гніту. В 1795 році після третього поділу Польщі Західна Волинь увійшла до складу Росії і возз'єдналася з основною частиною України. Населення Головне визволилось від польсько-шляхетського панування і засилля католицизму. Село стало волосним центром Володимир-Волинського повіту Волинської губернії. На той час у Головно була дерев'яна церква, але 8 травня 1820 року сталася пожежа і церква повністю згоріла. Старожили розповідають, що церква, яка згоріла, стояла за 100 м на північний захід від нинішньої.

### XIX століття
У 1841 році стараннями графа Браницького була побудована нова мурована Троїцька церква та при вході кам'яна дзвіниця, яка приваблює своєю архітектурою і є пам'яткою національного значення.
У 1856 році на кошти парафіян у селищі було побудовано приписну дерев'яну кладовищенську церкву Казанської Божої Матері, яка у 1882 році була піднята і поставлена на кам'яний фундамент, покрита бляхою і пофарбована вся з середини і зовні на кошти настоятеля Іродіана Коровицького. В підземеллях церкви закладена усипальня.
Ще у 1849 році царський уряд конфіскував володіння Ксаверія Браницького у Володимир-Волинському повіті. У зв'язку з цим Головне перейшло у розпорядження держави, а селяни стали державними. В 1866—1867 роках царський уряд видав укази про поземельний устрій державних селян України. На початку XX століття в селі відкрили сільський банк. До середини 70-х років XIX століття в Головні не існувало жодного навчального закладу. Майже все населення було неписьменним. Лише у1876 році в селі було відкрито однокласне сільське училище, а у 1903 році при сільському училищі відкрився клас для дорослих, у якому навчалося 90 хлопчиків і 10 дівчаток.

### XX століття
До 1915 року Головне відносилось до Володимир-Волинського повіту. У 1913 році село було центром волосного правління. У рік проводилися три ярмарки, у четвер на Святій Неділі, 2 жовтня і 30 листопада (за старим стилем), на яких продавали с/г продукцію, а також реміснича продукція: одяг, взуття, побутові вироби, зокрема бондарні. Головне швидко розвивалося.
В грудні 1916 року під час австрійської окупації була вперше відкрита Українськими Січовими Стрільцями школа з українською мовою. З початку 1919 року до 1939 року Головне було під керівництвом Польщі.
Ще під час Першої світової війни Головне перебувало в зоні воєнних дій. Тому вже у 1915 році почалася масова евакуація жителів села. Частина їх виїхала у східні губернії, здебільшого Пензенську, Самарську і Тамбовську.
На початку 1919 року Головне було окуповане поляками, які грабували і чинили насильства. У серпні 1920 року 25-та Чапаєвська дивізія загарбала село. Тут було проголошено радянську владу, створено волосний ревком. Проте в другій половині вересня 1920 року поляки знову окупували Головне, воно перебувало під владою Польщі до вересня 1939 року.
У вересні 1939 року «червона чума» знову повернулась до Головна. 24 вересня було створено перший сільський комітет, головою якого став Солодуха Пилип Іванович. Комітет швидко перетворився на центр політичного, господарського і колаборантського життя села. Тут було організовано міліцію, яку очолив сільський активіст Камінський О. А.
У жовтні 1939 року в Головному відбулися псевдовибори делегатів до Народних зборів західної України, а в січні 1940 року село стало центром Головненського району. Почав працювати райком КП(б)У, було створено перший у районі колгосп «Правда». Багато уваги приділялося ліквідації неписьменності, у 1940 році початкова школа була реорганізована в неповну середню.
25 червня 1941 року німецькі війська окупували Головне і встановили окупаційний режим.
У Головному не було гетто, однак євреям було заборонено залишати село. Влітку 1942 року євреї, які жили у селі, були вбиті під час масового розстрілу, здійсненого айнзацгрупою жандармів та української поліції. Було вбито від 70 до 80 осіб. 
22 липня 1944 року воїни 47-ї гвардійської дивізії 1-го Білоруського фронту відбили Головне в німецьких загарбників. Відразу після зайняття відновили діяльність районні та сільські ради депутатів, розгорнулися роботи з відбудови господарств. Були відновлені приміщення районних установ, універмагу, бібліотеки, розгорнулося житлове будівництво, стали до ладу кілька цехів райпромкомбінату. На початку 1945 року було відкрито районну лікарню на 15 ліжок, почав працювати радіовузол, трохи пізніше запрацював овочесушильний завод.
У 1961 році в селищі відкрили восьмирічну школу-інтернат санаторного типу, яка сьогодні спеціалізована і виховує 300 дітей-сиріт і дітей, позбавлених батьківського піклування.
Встановлено Обеліск Слави на честь воїнів, які загинули під час Другої світової війни, є Братська могила.
Нині Троїцьку церкву — пам'ятку національного значення реставровано настоятелем УПЦ Московського патріархату — архімандритом Савою (Мякотою): унікальний класицистичний іконостас XIX століття вилучено з храму, замінено оригінальні вікна на пластикові. Зовні змінено класицистичне горизонтальне профілювання стін храму, а також пофарбовано В яскравий зелений колір — нехарактерний для пам'ятки.

## Населення

### Мова
Розподіл населення за рідною мовою за даними перепису 2001 року:
| Мова            | Кількість | Відсоток |
| --------------- | --------- | -------- |
| українська      | 3182      | 99.25%   |
| російська       | 19        | 0.60%    |
| румунська       | 2         | 0.06%    |
| білоруська      | 1         | 0.03%    |
| інші/не вказали | 2         | 0.06%    |
| Усього          | 3206      | 100%     |

## Відомі люди
- Грошев Олександр Іванович (1984—2015) — солдат ЗСУ, учасник російсько-української війни, загинув у боях за Донецький аеропорт, нагороджений орденом «За мужність» III ступеня (посмертно).
- Лещук Віктор Пилипович — доктор економічних наук, професор.
- Оксентюк Іван Євтухович (нар. 1930) — український радянський архітектор, лауреат Шевченківської премії.
- Солодуха Антон Якович (1936—2006) — Герой Соціалістичної Праці.

## Громадські і освітні заклади
Нині в селищі Головне діють:
- загальноосвітня школа І—III ступенів;
- спеціалізована загальноосвітня школа-інтернат для дітей-сиріт і дітей, позбавлених батьківського піклування;
- новий будинок культури, при якому працює 6 клубних формувань, у тому числі фольклорний колектив «Яворник»;
- дитсадок;
- пожежна;
- амбулаторія;
- пошта;
- відділення Ощадбанку;
- лісництво;
- бібліотека для дорослих;
- бібліотека для дітей;
- перукарня;
- кондитерський цех;
- ветлікарня.

## Релігія
Троїцька церква (1841 р). в селищі Головне була постійно діючою, нині вона ще й пам'ятка архітектури національного значення. Кладовищенська Казанська церква наприкінці 1940-х років була закрита і на сьогодні від неї залишилися тільки руїни.
Релігійні громади:;
- Православна церква України;
- Християн віри євангельської;
- Євангельських християн-баптистів
- УПЦ МП